# Rhynchoconger nitens
Rhynchoconger nitens är en fiskart som först beskrevs av Jordan och Bollman, 1890.  Rhynchoconger nitens ingår i släktet Rhynchoconger och familjen havsålar. IUCN kategoriserar arten globalt som livskraftig. Inga underarter finns listade i Catalogue of Life.